# Halet Çambel
Halet Çambel, född 27 augusti 1916 i Berlin i Tyskland, död 12 januari 2014 i Istanbul, var en turkisk fäktare och arkeolog. Hon var den första muslimska kvinnan att tävla i ett olympiskt spel.

## Biografi

### Tidigt liv
Çambel föddes i Berlin, då hennes morfar, Ibrahim Hakki Pasha, före detta storvesir, var Osmanska rikets ambassadör i Tyskland. Hennes far Hasan Cemil Çambel var ambassadens militärattaché. Familjen hade nära band till Mustafa Kemal Ataturk, den turkiska statens grundare, som kom att spela en viktig roll för att turkiska kvinnor skulle bli aktiva inom idrotten. 1924 flyttade familjen tillbaka till Istanbul och 1930 flyttade de till stadsdelen Arnavutköy där hon började träna fäktning på närbelägna Robert College.
Çambel studerade grundutbildningen i arkeologi vid Sorbonne i Paris och doktorerade sedan 1940 vid Istanbuls universitet.
Hon representerade Turkiet i olympiska sommarspelen 1936 i Berlin och tävlade i damernas individuella florett. Çambel vann inga matcher och lyckades inte ta sig vidare från grundomgången. Hon blev dock den första muslimska kvinnan att tävla i OS. Tillsammans med Suat Aşani, den andra kvinnan som fäktades för Turkiet, blev hon inbjuden att träffa Hitler. De två vägrade av politiska skäl.
Efter spelen återvände Çambel till Paris för att fortsätta sina studier. När hon några år senare återvände till Istanbul träffade hon Nail Çakirhan, en kommunistisk poet som senare blev känd som arkitekt. De gifte sig och förblev gifta i 70 år fram till hans död 2008.

### Karriär

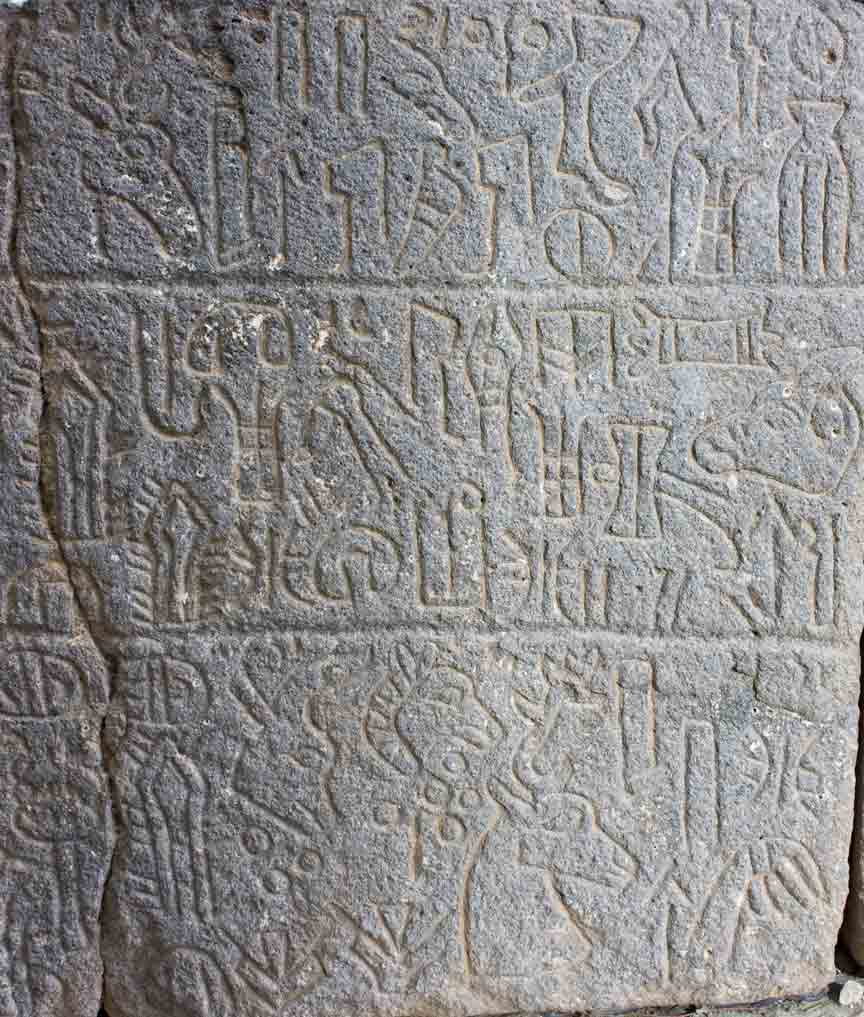
Hieroglyfer från Karatepe

Halet Çambel började efter andra världskriget studera tillsammans med den tyske professorn Helmuth Bossert. 1947 började de med utgrävningar av Karatepe, en hettitisk befäst stad i Taurusbergen i södra Turkiet. Hon bidrog till förståelsen av hettitiska hieroglyfer genom att upptäcka och restaurera en stentavla som hade text på både feniciska och luviska.
Çambel ägnade en stor del av sin karriär i Karatepe, i över 50 år tillbringade hon ett halvår per år vid utgrävningarna. Under 1950-talet försökte den turkiska staten flytta föremål från Karatepe till ett museum, Çambel motsatte sig försöket och argumenterade för betydelsen av att behålla föremålen på platsen. 1957 gav staten med sig och lät etablera ett friluftsmuseum, med vissa skydd designade av hennes make, vilket stod klart 1960.
Hon kämpade även mot planerna på att bygga en damm i Ceyhanfloden som skulle ha översvämmat många arkeologiska platser. Çambel lyckades få vattennivån i reservoaren sänkt vilket räddade platserna.
1960 blev Halet Çambel professor i förhistorisk arkeologi vid Istanbuls universitet där hon senare grundade en professur tillägnad ämnet. Hon fick 2004 motta Prins Claus pris för sin "hängivenhet till lärdom och sin unika roll i att utöka möjligheterna för samverkan mellan människor och deras kulturarv."

## Publikationer
- med Helmuth Theodor Bossert, Karatepe Yeni Bir Eti Harabesi, 1946.
- med Helmuth Theodor Bossert och Bahadır Alkım. Karatepe kazıları. (Birinci ön-rapor)., Ankara, 1950.
- med Reha Güney och Ayyüz Toydemir-Sabuncu, Kumkale -Toros Eteklerinde bir Haçlı Kalesi, Ege Yayınları, 1970.
- med Robert J. Braidwood, İstanbul ve Chicago Üniversiteleri Karma Projesi, Güneydoğu Anadolu Tarihöncesi Araştırmaları (Joint Istanbul-Chicago universities' prehistoric research project in south-eastern Anatolia), İstanbul, 1980.
- med Güven Arsebük och Sönmez Kantman, Çok Dilli Arkeoloji Sözlüğü - Multilingual Dictionary of Archeological Terms - Dictionnaire Multilingue D'Archeologie - Mehrsprachiges Archaelogishes Worterbuch, İstanbul, 1994.
- Karatepe-Aslantaş, the Inscriptions, Corpus of Hieroglyphic Luwian Inscriptions II, W. de Gruyter, Berlin, New York, 1999.
- med Aslı Özyar, Karatepe - Aslantaş Azatiwataya, Die Bildwerke, Zabern, Mainz, 2003.
- Karatepeli Fıkraları, İstanbul, 2006